# تيم أوين (محام بالقضاء العالي)
تيم أوين (بالإنجليزية: Tim Owen)‏ هو محام بالقضاء العالي بريطاني، ولد في 28 يناير 1958 في إنجلترا في المملكة المتحدة.